# Мусаєв Вадим Шарафідінович
Вадим Шарафідінович Мусаєв (нар. 3 січня 1993, Краснодарський край, Росія — російський боксер, чемпіон і кращий боксер міжнародного турніру в Словенії 2019 року, чемпіон міжнародного турніру в Хорватії 2020 року. Член національної збірної Росії, майстер спорту Росії міжнародного класу, дворазовий призер чемпіонату Росії (2018, 2019) в любителях. Тренер — Зубер Джафаров, раніше — Равіль Касимов і Олексій Куракін. Представляє Російську Федерацію.

## Біографія
Народився в Краснодарському краї. За національністю — рутулець. Боксом почав займатися з 13 років, коли мама відвела на секцію. Живе в Каспійську, є учнем каспійської школи боксу.